# SN 1969K
SN 1969K – supernowa odkryta 3 listopada 1969 roku w galaktyce MCG +04-55-43. W momencie odkrycia miała maksymalną jasność 17,50m.